# I Classici del Giallo Mondadori dal 601 al 700
|  | I 100 precedenti: I Classici del Giallo Mondadori dal 501 al 600 |

## Dal N.601 al N.700
| N.  | Titolo italiano                                | Autore                      | Titolo originale                                   | Anno originale | Pubblicazione |
| --- | ---------------------------------------------- | --------------------------- | -------------------------------------------------- | -------------- | ------------- |
| 601 | C'è un cadavere in biblioteca                  | Agatha Christie             | (The Body in the Library)                          | 1942           | 1990          |
| 602 | L'albergo dei fantasmi                         | Wilkie Collins              | (The Haunted Hotel: a Mystery of Modern Venice)    | 1978           | 1990          |
| 603 | Terrore al castello                            | Carter Dickson              | (The Bowstring Murders)                            | 1933           | 1990          |
| 604 | Ma chi ha rapito Sassi Manoon?                 | Donald E. Westlake          | (Who Stole Sassi Manoon?)                          | 1969           | 1990          |
| 605 | Istantanea di un delitto                       | Agatha Christie             | (4:50 From Paddington)                             | 1957           | 1990          |
| 606 | Il grande mistero di Bow                       | Israel Zangwill             | (The Big Bow Mystery)                              | 1892           | 1990          |
| 607 | La tragedia di Z                               | Ellery Queen                | (The Tragedy of Z)                                 | 1933           | 1990          |
| 608 | I delitti del chiodo cinese                    | Robert Van Gulik            | (The Chinese Nail Murders)                         | 1961           | 1990          |
| 609 | Assassinio allo specchio                       | Agatha Christie             | (The Mirror Crack'd From Side To Side)             | 1962           | 1990          |
| 610 | La dama della morgue                           | Jonathan Latimer            | (The Lady in the Morgue)                           | 1936           | 1990          |
| 611 | Discesa fatale                                 | Carter Dickson e John Rhode | (Drop To His Death)                                | 1939           | 1990          |
| 612 | Cala la tela                                   | Ellery Queen                | (Drury Lane's Last Case)                           | 1933           | 1990          |
| 613 | Miss Marple nei Caraibi                        | Agatha Christie             | (A Caribbean Mystery)                              | 1964           | 1990          |
| 614 | Assassinio nell'abbazia                        | Carter Dickson              | (The White Priory Murders)                         | 1934           | 1990          |
| 615 | Quando sarò impiccato                          | Steve Fisher                | (I Wake Up Screaming)                              | 1941           | 1990          |
| 616 | I delitti della collana cinese                 | Robert Van Gulik            | (Necklace And Calabash)                            | 1967           | 1990          |
| 617 | Sfida a Poirot                                 | Agatha Christie             | (The Clocks)                                       | 1963           | 1990          |
| 618 | La guardia al toro                             | Rex Stout                   | (Some Buried Caesar)                               | 1938           | 1990          |
| 619 | La dea della vendetta                          | S.S. Van Dine               | (The Scarab Murder Case)                           | 1930           | 1990          |
| 620 | Tempesta al Rancho Rio                         | Mignon G. Eberhart          | (El Rancho Rio)                                    | 1970           | 1990          |
| 621 | La sagra del delitto                           | Agatha Christie             | (Dead Man's Folly)                                 | 1956           | 1990          |
| 622 | Prigioniero nell'opale                         | A.E.W. Mason                | (The Prisoner in the Opale)                        | 1928           | 1990          |
| 623 | Alta marea per Lord Peter                      | Dorothy L. Sayers           | (Have His Carcase)                                 | 1932           | 1990          |
| 624 | Poeti e assassini                              | Robert Van Gulik            | (Poets And Murder)                                 | 1968           | 1990          |
| 625 | Controfigura per la morte                      | Rex Stout                   | (Double For Death)                                 | 1939           | 1991          |
| 626 | Il paese del maleficio                         | Ellery Queen                | (Calamity Town)                                    | 1942           | 1991          |
| 627 | Il rifugio                                     | Agatha Christie             | (The Hollow)                                       | 1952           | 1991          |
| 627 | La tela del ragno                              | Agatha Christie             | (Spider's Web)                                     | 1957           | 1991          |
| 627 | L'ospite inatteso                              | Agatha Christie             | (The Unexpected Guest)                             | 1958           | 1991          |
| 628 | Il segno del pavone                            | Wade Miller                 | (Devil May Care)                                   | 1950           | 1991          |
| 629 | La tragedia in casa Coe                        | S.S. Van Dine               | (The Kennel Murder Case)                           | 1933           | 1991          |
| 630 | La paura è un virus                            | Mignon G. Eberhart          | (Postmark Murder)                                  | 1956           | 1991          |
| 631 | Giorno dei morti                               | Agatha Christie             | (Sparkling Cyanide)                                | 1945           | 1991          |
| 632 | La casa stregata                               | Carter Dickson              | (The Plague Court Murders)                         | 1934           | 1991          |
| 633 | Turno di notte per Bertha Cool                 | A. A. Fair                  | (Fish Or Cut Bait)                                 | 1963           | 1991          |
| 634 | Il dramma di Corte Rossa                       | A.A. Milne                  | (The Red House Mystery)                            | 1922           | 1991          |
| 635 | I sette quadranti                              | Agatha Christie             | (The Seven Dials Mystery)                          | 1929           | 1991          |
| 636 | Un colpo di fucile                             | John Dickson Carr           | (Till Death Do Us Part)                            | 1944           | 1991          |
| 637 | Miss Silver e il caso Pilgrim                  | Patricia Wentworth          | (Pilgrim's Rest)                                   | 1946           | 1991          |
| 638 | I delitti della campana cinese                 | Robert Van Gulik            | (The Chinese Bell Murders)                         | 1958           | 1991          |
| 639 | L'uomo vestito di marrone                      | Agatha Christie             | (The Man in the Brown Suit)                        | 1924           | 1991          |
| 640 | Il giorno 17                                   | Edgar Wallace               | (The Clue of the Silver Key)                       | 1930           | 1991          |
| 641 | Fiori per il giudice                           | Margery Allingham           | (Flowers For the Judge)                            | 1936           | 1991          |
| 642 | Gardenie rosse                                 | Jonathan Latimer            | (Red Gardenias)                                    | 1939           | 1991          |
| 643 | Il mistero del drago                           | S.S. Van Dine               | (The Dragon Murder Case)                           | 1933           | 1991          |
| 644 | L'orlo dell'abisso                             | Hake Talbot                 | (The Rim of the Pit)                               | 1944           | 1991          |
| 645 | Venerdì nero                                   | David Goodis                | (Black Friday)                                     | 1954           | 1991          |
| 646 | Ritratto di ignota                             | Agatha Christie             | (Why Didn't They Ask Evans?)                       | 1934           | 1991          |
| 647 | Gli irregolari di Baker Street                 | Anthony Boucher             | (The Case of the Baker Street Irregulars)          | 1940           | 1991          |
| 648 | Quattro di cuori                               | Ellery Queen                | (The Four of Hearts)                               | 1938           | 1991          |
| 649 | Il negozio fantasma                            | Edmund Crispin              | (The Moving Toyshop)                               | 1946           | 1991          |
| 650 | Dopo le esequie                                | Agatha Christie             | (After the Funeral)                                | 1953           | 1991          |
| 651 | Gioco di pazienza per L'87º distretto          | Ed McBain                   | (Jigsaw)                                           | 1970           | 1992          |
| 652 | Nove volte nove                                | Anthony Boucher             | (Nine Times Nine)                                  | 1940           | 1992          |
| 653 | È un problema                                  | Agatha Christie             | (Crooked House)                                    | 1949           | 1992          |
| 654 | Signori, il gioco è fatto!                     | S.S. Van Dine               | (The Casino Murder Case)                           | 1934           | 1992          |
| 655 | L'occhio di Giuda                              | Carter Dickson              | (The Judas Window)                                 | 1938           | 1992          |
| 656 | Una torre per il profeta                       | Margaret Millar             | (How Like An Angel)                                | 1962           | 1992          |
| 657 | Delitto in cielo                               | Agatha Christie             | (Death in the Clouds)                              | 1935           | 1992          |
| 658 | Quando il genio indaga                         | Theodore Mathieson          | (The Great "Detectives")                           | 1960           | 1992          |
| 659 | Alta cucina                                    | Rex Stout                   | (Too Many Cooks)                                   | 1938           | 1992          |
| 660 | Il corpo del reato                             | Robert Finnegan             | (The Bandaged Nude)                                | 1946           | 1992          |
| 661 | Sono un'assassina?                             | Agatha Christie             | (Third Girl)                                       | 1966           | 1992          |
| 662 | Quelle care figliole                           | Jonathan Stagge             | (Death My Darling Daughters)                       | 1945           | 1992          |
| 663 | Occhio per occhio                              | Edgar Wallace               | (The Terrible People)                              | 1926           | 1992          |
| 664 | Hollywood in subbuglio                         | Ellery Queen                | (The Devil To Pay)                                 | 1938           | 1992          |
| 665 | La serie infernale                             | Agatha Christie             | (The A.B.C. Murders)                               | 1936           | 1992          |
| 666 | Tre sorelle nei guai                           | Rex Stout                   | (Where There's a Will)                             | 1940           | 1992          |
| 667 | A ciascuno il suo capestro                     | James Hadley Chase          | (No Business of Mine)                              | 1947           | 1992          |
| 668 | Astuzia per astuzia                            | John Dickson Carr           | (Patrick Butler For the Defense)                   | 1956           | 1992          |
| 669 | Paura a Chalfont                               | Freeman Wills Crofts        | (Fear Comes To Chalfont)                           | 1942           | 1992          |
| 670 | Assassino a piede libero                       | Mignon G. Eberhart          | (Two Little Rich Girls)                            | 1972           | 1992          |
| 671 | 87º distretto: tutti presenti                  | Ed McBain                   | (Hail, Hail, the Gang's All Here!)                 | 1971           | 1992          |
| 672 | Tragedia in tre atti                           | Agatha Christie             | (Three Act Tragedy)                                | 1934           | 1992          |
| 673 | Perry Mason con l'acqua alla gola              | Erle Stanley Gardner        | (The Case of Waylaid Wolf)                         | 1960           | 1992          |
| 674 | Delitto in manicomio                           | Jonathan Latimer            | (Murder in the Madhouse)                           | 1935           | 1992          |
| 675 | Le tre paure                                   | Jonathan Stagge             | (The Three Fears)                                  | 1949           | 1992          |
| 676 | Poirot e la strage degli innocenti             | Agatha Christie             | (Hallowe'en Party)                                 | 1969           | 1992          |
| 677 | Nove risposte per nove problemi                | John Dickson Carr           | (The Nine Wrong Answers)                           | 1952           | 1993          |
| 678 | Perry Mason sul filo del rasoio                | Erle Stanley Gardner        | (The Case of the Bigamous Spouse)                  | 1961           | 1993          |
| 679 | La mosca dorata                                | Edmund Crispin              | (The Case of the Gilded Fly)                       | 1944           | 1993          |
| 680 | 87º distretto: l'assassino ha confessato       | Ed McBain                   | (Sadie When She Died)                              | 1972           | 1993          |
| 681 | Morte in ascensore                             | Ngaio Marsh                 | (Death of a Peer)                                  | 1940           | 1993          |
| 682 | I morti non sanno                              | Jonathan Latimer            | (The Dead Don't Care)                              | 1938           | 1993          |
| 683 | Un messaggio dagli spiriti                     | Agatha Christie             | (The Sittaford Mystery)                            | 1931           | 1993          |
| 684 | Passo fatale                                   | Wade Miller                 | (Fatal Step)                                       | 1948           | 1993          |
| 685 | Delitto ai piani alti                          | Anthony Berkeley            | (Top Storey Murder)                                | 1931           | 1993          |
| 686 | La casa segreta                                | Mignon G. Eberhart          | (Danger Money)                                     | 1975           | 1993          |
| 687 | Il pugnale di vetro                            | Edgar Wallace               | (A King By Night)                                  | 1925           | 1993          |
| 688 | La casa delle metamorfosi                      | Ellery Queen                | (Halfway House)                                    | 1936           | 1993          |
| 689 | Elettroshock                                   | James Hadley Chase          | (Shock Treatment)                                  | 1959           | 1993          |
| 690 | Un alibi di troppo                             | C. Daly King                | (Arrogant Alibi)                                   | 1938           | 1993          |
| 691 | Nero Wolfe sotto il torchio                    | Rex Stout                   | (If Death Ever Slept)                              | 1957           | 1993          |
| 692 | Un delitto avrà luogo                          | Agatha Christie             | (A Murder Is Announced)                            | 1950           | 1993          |
| 693 | Il mistero di Muriel                           | John Dickson Carr           | (The Hungry Goblin: a Victorian Detective Novel)   | 1972           | 1993          |
| 694 | Il segreto delle campane                       | Dorothy L. Sayers           | (The Nine Tailors)                                 | 1934           | 1993          |
| 695 | Confessione di un presidente all'87º distretto | Ed McBain                   | (Hail To the Chief)                                | 1973           | 1993          |
| 696 | Il tunnel                                      | Ross MacDonald              | (The Dark Tunnel)                                  | 1944           | 1993          |
| 697 | L'enigma dello spillo                          | Edgar Wallace               | (The Clue of the New Pin)                          | 1923           | 1993          |
| 698 | La notte ha mille occhi                        | Cornell Woolrich            | (Night Has a Thousand Eyes)                        | 1945           | 1993          |
| 699 | La fiera delle calamità                        | Wade Miller                 | (Calamity Fair)                                    | 1950           | 1993          |
| 700 | Un colpo di pistola                            | John Dickson Carr           | (The Witch of the Lowtide: An Edwardian Melodrama) | 1961           | 1993          |

|  | I 100 successivi: I Classici del Giallo Mondadori dal 701 al 800 |